# Мішенін Євген Васильович
Євген Васильович Мішенін (5 квітня 1956, Суми) — професор кафедри економіки, підприємництва та бізнес-адміністрування [Архівовано 14 січня 2022 у Wayback Machine.] Сумського державного університету, доктор економічних наук, професор, академік Лісівничої академії наук України (2003), дійсний член Академії економічних наук України (2008).

## Біографія
Мішенін Євген Васильович народився 5 квітня 1956 року в м. Суми. У 1978 р. закінчив Сумський філіал Харківського політехнічного інституту (тепер — Сумський державний університет, м. Суми). Спеціальність за дипломом про вищу освіту — «Гідравлічні машини та засоби автоматизації», кваліфікація — «Інженер-механік».
В 1987 р. захистив кандидатську дисертацію у Ленінградській (Санкт-Петербурзький) лісотехнічній академії за спеціальністю «Економіка, планування та організація управління народним господарством».
Доктор економічних наук за спеціальністю 08.08.01 — економіка природокористування і охорони навколишнього середовища. Дисертація захищена у 1999 р. у Раді по вивченню продуктивних сил України НАН України (м. Київ) на тему «Еколого-економічні проблеми природокористування у лісовому комплексі (теорія, методологія, практика)». Вчене звання професора присвоєно в 2002 р. по кафедрі економічної теорії Сумського національного аграрного університету.
В період 1980–1987 рр. працював молодшим науковим, старшим науковим співробітником кафедри економіки Сумського філіалу Харківського політехнічного інституту, пізніше — Сумського фізико-технологічного інституту (тепер — Сумський державний університет). Працював на посадах асистента, старшого викладача, доцента, професора кафедри економіки цього ж університету (1987–2001 рр.).
В період 2001–2005 рр. — проректор з наукової роботи Сумського національного аграрного університету та за сумісництвом — завідувач кафедри економічної теорії (тепер — кафедра теоретичної та прикладної економіки).
З 2005 р. професор Мішенін Є. В. є завідувачем цієї ж кафедри.

## Наукова та педагогічна діяльність
Педагогічна діяльність на посаді завідувача кафедри пов'язана з організаційною та навчально-методичною роботою щодо підготовки бакалаврів та магістрів за спеціальністю «Економіка підприємства». Викладає навчальні дисципліни — «Економіка підприємства», «Економічний механізм функціонування підприємств», «Управління проектами», «Стратегія управління», «Управління ефективністю підприємств», «Економіка лісового та садово-паркового господарства». Науково-педагогічний стаж становить 32 роки.
Наукові дослідження професора Мішеніна Є. В. протягом останніх 30 років спрямовані на розробку ефективних механізмів вирішення еколого-економічних проблем природокористування та охорони навколишнього середовища у контексті принципів сталого розвитку та «зеленої» економіки. Інтегральним підсумком наукових досліджень Є. В. Мішеніна є теоретико-методологічне обґрунтування організаційно-економічних засад екологізації лісового комплексу України, принципи формування механізмів управління природогосподарюванням. Вченим також закладено основи комплексної оцінки еколого-економічного рівня виробництва.
За результатами наукових досліджень вченим опубліковано більше 300 наукових та навчально-методичних праць з проблем економіки підприємств, природокористування та охорони довкілля, у тому числі 11 монографій. Серед них:
- Мішенін Є. В. Екологічний аудит сільськогосподарського землекористування (організаційно-економічні засади): монографія / Є. В. Мішенін, Т. І. Пізняк. — Харків: «Бурун і К», 2012. — 176 с.
- Мишенин Е. Концептуальные основы формирования экологически ориентированного механизма управления природохозяйствованием / Е.Мишенин // Економіст. — 2012. — № 3. — С. 59-65.
- Мішенін Є. В. Соціально-економічні та фінансові проблеми сталого сільського розвитку: монографія / Є. В. Мішенін, Р. П. Косодій, В. М. Бутенко. — Суми: ТОВ «ТД Папірус», 2011. — 334 с.
- Мішенін Є. Концептуальні засади розвитку механізмів державно — приватного партнерства в лісоресурсній сфері / Є. Мішенін, Г. Мішеніна // Економіст. — 2010. — № 12. — С. 23-26.

Автор 7 підручників та навчальних посібників.
Під керівництвом професора Мішеніна Є. В. захищено 10 кандидатських дисертацій. Професор Мішенін Є. В. є членом спеціалізованих вчених рад у Сумському державному університеті за спеціальністю 08.00.06 — економіка природокористування та охорони навколишнього середовища та в Сумському національному аграрному університеті за спеціальністю 08.00.04 — економіка та управління підприємствами.

## Нагороди
За результатами досліджень нагороджений Дипломом Виставки досягнень народного господарства СРСР (1987).
За плідну науково-педагогічну діяльність нагороджений Почесною грамотою Міністерства освіти України (2000).